# Gross (Nebraska)
Gross è un villaggio degli Stati Uniti d'America della contea di Boyd nello Stato del Nebraska. La popolazione era di 2 persone al censimento del 2010. Al censimento del 2000, era uno degli otto luoghi con una popolazione di 5 persone. Gli altri erano Storrie, California; Bear Head Lake, Minnesota; Baker, Missouri; Odell, New Hampshire; Maza, Dakota del Nord; Somerset, Vermont, e Prudhoe Bay, Alaska.

## Storia
Gross è stata fondata nel 1893. Prende il nome da Ben Gross, che ha mantenuto un negozio di alimentari.

## Geografia fisica
Gross è situata a 42°56′48″N 98°34′09″W (42.946756, -98.569233).
Secondo lo United States Census Bureau, ha un'area totale di 0,13 miglia quadrate (0,34 km²).

## Società

### Evoluzione demografica
Secondo il censimento del 2010, c'erano 2 persone.

### Etnie e minoranze straniere
Secondo il censimento del 2010, la composizione etnica del villaggio era formata dal 100,0% di bianchi.